# Aphex Twin
Richard David James, kendt under kunsternavnet Aphex Twin (født 18. august 1971 i Limerick, Irland), er en britisk musikkunstner, som producerer elektronisk musik. Under flere forskellige pseudonymer, hvoraf Aphex Twin er det mest kendte, har James udgivet elektronisk musik siden 1991, bl.a. gennem sit eget pladeselskab Rephlex Records. Hans musik er beskrevet med genrebetegnelser som ambient, IDM, acid, jungle og techno.
Richard David James vokser op i den lille by Redruth, Cornwall – tidligere midtpunkt for Englands tinindustri, men nu den mest forarmede region i landet. Her er der ikke mange muligheder for unge mennesker, og det er faktisk ud af kedsomhed, at RDJ begynder at producere musik. Dette udkantsområde er en del af en nærmest mytologisk fortælling om RDJ og hans gennembrud på det internationale musikmarked i løbet af 1990erne. Som barn underholdte James sig selv med at fraskille og sammensætte komponenter fra båndoptagere. Han morede sig med at "præparere" familiens klaver ved at indsætte diverse objekter mellem strengene og hamrene.
I 1991 udgav RDJ sin første EP, Analogue Bubblebath. Efterfølgende udgav han albummet Selected Ambient Works 85-92.
Efter flere års pause udgav han i 2014 albummet Syro, som han vandt en Grammy for (Best Dance/Electronic Album). RDJs musik forbindes især med genrebetegnelser som ambient, IDM, acid, jungle og techno.